# Anni 1800
Gli anni 1800 sono il decennio che comprende gli anni dal 1800 al 1809 inclusi.

## Eventi, invenzioni e scoperte
- Napoleone costituisce la Repubblica Italiana, la cui capitale è Milano.
- Napoleone costituisce il Regno d'Italia, di cui lo stesso imperatore francese si proclama reso

## Personaggi
- Napoleone Bonaparte, imperatore dei Francesi.